# 西蒙斯山

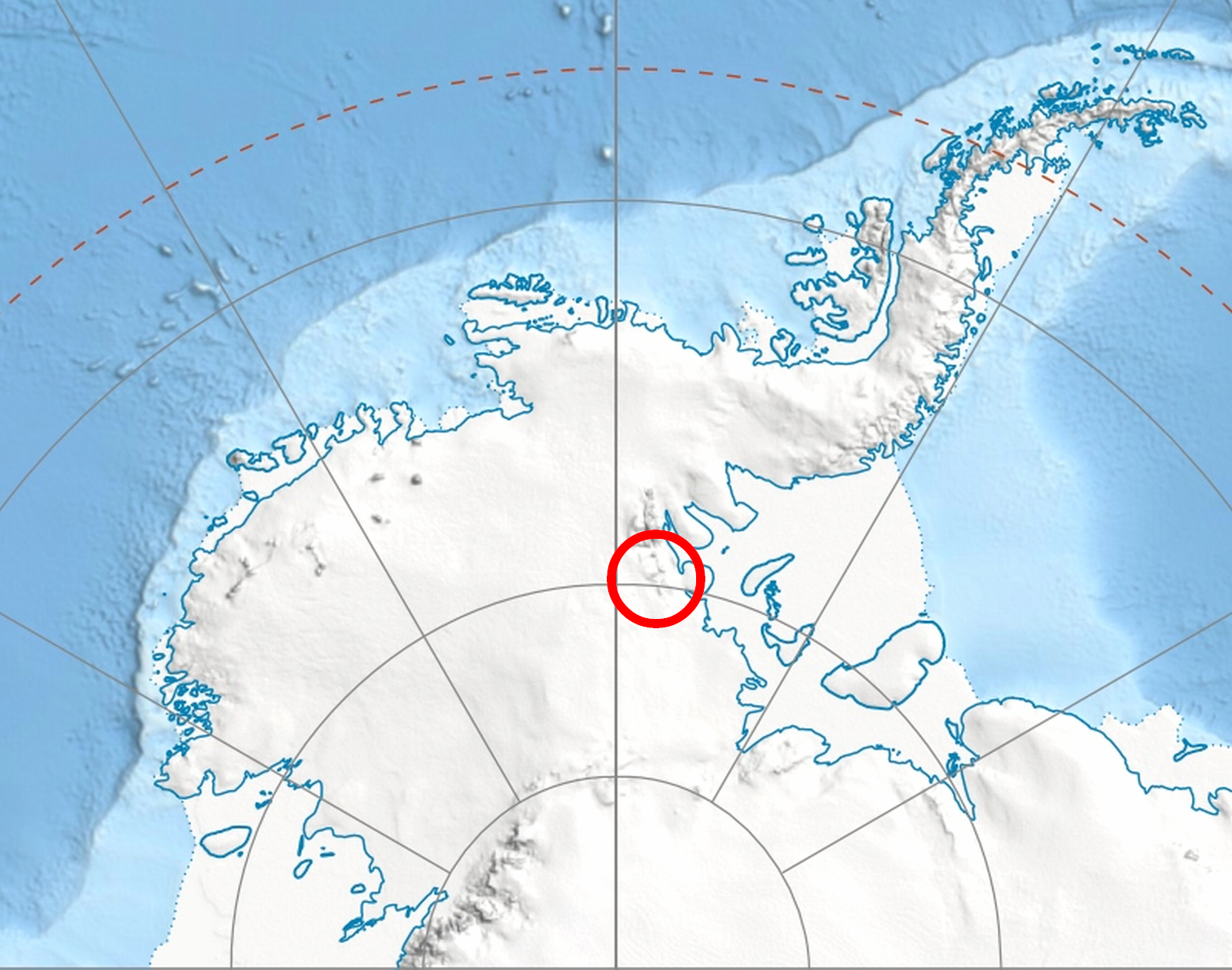

西蒙斯山（英語：Mount Simmons），是南極洲的山峰，位於埃爾斯沃思地，屬於赫里蒂奇嶺中獨立山脈的一部分，海拔高度1,590米，由美國南極名稱諮詢委員命名，現時由南極條約體系管理。